# Kineziološka fakulteta v Zagrebu
Koordinati:   45°47′05″N, 15°56′45″E
Kineziološka fakulteta (izvirno hrvaško Kineziološki fakultet u Zagrebu), s sedežem v Zagrebu, je fakulteta, ki je članica Univerze v Zagrebu.